# Тищенко Анатолій Леонідович
Анатолій Леонідович Тищенко (* 24 жовтня 1946, Винники, Львівська область) — радянський та український футбольний функціонер. Працював у клубах «Волинь» (Луцьк), «Карпати» (Львів), ФК «Львів», «Спартак» (Івано-Франківськ) тощо.
Закінчив Львівський інститут фізкультури.
Був тренером у СДЮШОР «Карпати» (Львів). Працював начальником футбольних команд «Спартак» (Івано-Франківськ), «Торпедо» (Луцьк), «Нафтовик» (Охтирка).
Протягом 1992—1994 років — тренер-адміністратор «Карпат» (Львів), 1994—1998 — начальник ФК «Львів», 2001—2004 — президент «СКА-Орбіта» (Львів), 2004—2007 — начальник «Волині» (Луцьк).